# Ernst Eduard Kummer
Ernst Eduard Kummer (ur. 29 stycznia 1810 w Żarach, zm. 14 maja 1893 w Berlinie) – niemiecki matematyk, pracownik uniwersytetów we Wrocławiu i Berlinie. Zajmował się między innymi analizą i algebrą.

## Życiorys
Studiował w Halle teologię, następnie matematykę, był od 1832 r. nauczycielem gimnazjalnym w Legnicy, w 1842 r. został profesorem we Wrocławiu, w 1855 w Berlinie, gdzie zarazem wykładał w akademii wojskowej. W roku 1863 został sekretarzem stałym akademii nauk, w 1884 roku przeszedł na emeryturę. Odznaczony Orderem Maksymiliana za Naukę i Sztukę. Ciekawe okoliczności zatrudnienia we wrocławskim uniwersytecie przedstawił Władysław Narkiewicz.

## Dorobek naukowy
Ogłosił znaczną liczbę rozpraw, m.in. o szeregu hipergeometrycznym, o resztach dwukwadratowych, o liczbach sprzężonych, o teorii układów promieni i inne, które mają znaczną doniosłość w matematyce wyższej. Jest autorem jednego z kryteriów zbieżności szeregów, nazywanego dziś kryterium Kummera. Przeprowadził też badania doświadczalne nad wpływem ciśnienia atmosferycznego na ciała różnej postaci, zwłaszcza na pociski.